# Chambrecy
Chambrecy è un comune francese di 143 abitanti situato nel dipartimento della Marna nella regione del Grand Est.

## Società

### Evoluzione demografica
Abitanti censiti